# Walim
Walim ['valim] (deutsch: Wüstewaltersdorf, bis 1917 Wüste Waltersdorf geschrieben, schlesisch Walterschdurf) ist ein Ort in der Landgemeinde Walim mit 5392 Einwohnern (Stand 31. Dezember 2020) im Powiat Wałbrzyski der Woiwodschaft Niederschlesien in Polen. Er liegt zwölf Kilometer südöstlich von Wałbrzych (Waldenburg).

## Geographie
Walim liegt im Nordwesten des Eulengebirges an der Droga wojewódzka 383, die von Jugowice (Hausdorf) über den Pass Przełęcz Walimska nach Dzierżoniów (Reichenbach im Eulengebirge) führt. Nachbarorte sind Kokrza (Mühlbach) im Norden, Michałkowa (Michelsdorf), Glinno (Heinrichau) und Toszowice (Toschendorf) im Nordosten, Modlęcin (Friedersdorf) und Domachów (Wilhelmsthal) im Osten, Siedlików (Zedlitzhaide) und Rzeczka (Dorfbach) im Südosten, Grządki (Grund) und Głuszyca (Wüstegiersdorf) im Südwesten, Jedlinka Górna (Blumenau) im Westen sowie Dolki (Niedergrund) und Sędzimierz (Neugericht) im Nordwesten. Südöstlich liegt die 1014 m Hohe Eule, die höchste Erhebung des Eulengebirges.

## Geschichte

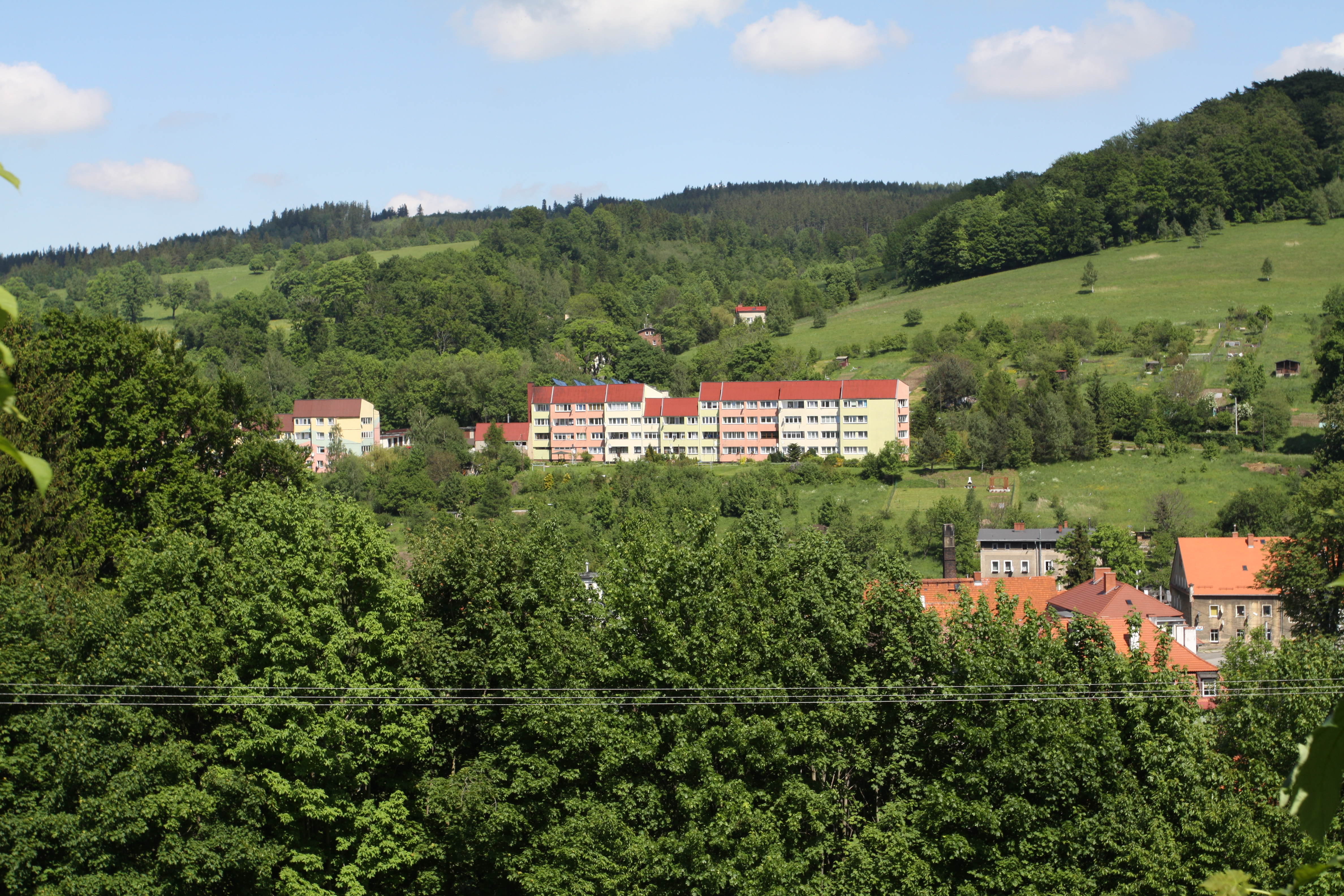
Blick über Walim

Wüstewaltersdorf wurde vermutlich um 1220 besiedelt und erstmals 1305 als „Waltheri villa“  erwähnt. Es gehörte zum Herzogtum Schweidnitz, mit dem es nach dem Tod des Herzogs Bolko II. 1368 erbrechtlich an Böhmen fiel. Der Flurname Walterspach bezog sich auf den Silberbergbau, der Ende des 15. Jahrhunderts eingestellt wurde. Während der Hussitenkriege wurde Waltersdorf nach 1425 zerstört und von 1530 bis 1548 wieder aufgebaut. Um das Jahr 1600 kam für Waltersdorf die Ortsbezeichnung Wüstewaltersdorf auf. Zu den häufig wechselnden adeligen Besitzern gehörten die von Haugwitz, von Beyer und von Peterswaldau. Mitte des 16. Jahrhunderts gehörte es dem Melchior von Seydlitz, der eine neue Siedlung für Protestanten aus Böhmen, Mähren und der Grafschaft Glatz anlegte. Nach dem Dreißigjährigen Krieg wurde die evangelische Kirche 1654 an die Katholiken übergeben. Im selben Jahr gelangte Wüstewaltersdorf an die Familie von Zedlitz, deren bekanntester Vertreter der preußische Staatsminister Karl Abraham von Zedlitz war. Er wurde in Wüstewaltersdorf mehrmals von König Friedrich II. aufgesucht. Im 18. Jahrhundert entwickelte sich Wüstewaltersdorf zu einem Zentrum der Textilindustrie. 1737 wurde „Zedlitzhaide“ gegründet.
Nach dem Ersten Schlesischen Krieg 1742 fiel Wüstewaltersdorf zusammen mit dem größten Teil Schlesiens an Preußen. Im selben Jahr wurden ein evangelisches Bethaus und eine evangelische Schule errichtet. Für das Jahr 1743 sind 14 Bauern und 11 Gärtner sowie 143 Hausweber nachgewiesen. Seit 1765 fanden wöchentliche Leinenmärkte statt. 1777 wurde die „Kolonie Eckardtsberg“ und 1788 die „Kolonie Friedrichsberg“ gegründet. 1779 entstand ein Leinenkaufhaus, in dem bis 1830 die Leinenmärkte abgehalten wurden. 1805 wurde das Seyler'sche Waisenhaus gestiftet. 1808 verkauften die von Zedlitz Wüstewaltersdorf.
Nach der Neugliederung Preußens gehörte Wüstewaltersdorf seit 1815 zur Provinz Schlesien und war ab 1816 dem Landkreis Waldenburg eingegliedert, mit dem es bis 1945 verbunden blieb. Ab 1827 gelangte es in mehreren Anteilen an verschiedene Besitzer, so dass das Dominium aufgelöst wurde. 1843 wurde die Textilfabrik Meyer-Kauffmann errichtet, der 1848 eine Jacquardweberei folgte, die 1854 nach Blumenau verlegt wurde. Seit 1874 war die Landgemeinde Wüstewaltersdorf Sitz des gleichnamigen Amtsbezirks, zu dem auch die Landgemeinden Dorfbach, Grund, Schlesisch Falkenberg und Zedlitzhaide gehörten. 1892 wurde die Zeitung „Der Bote aus dem Eulengebirge“ gegründet. 1903 waren in den Textilfabriken Websky, Hartmann und Wiesen AG 1100 Mitarbeiter beschäftigt. Mit der Inbetriebnahme der Wüstewaltersdorfer Kleinbahn AG 1914 wurden die weitere wirtschaftliche Entwicklung sowie der Ausflugsverkehr gefördert.
Mitte der 1930er Jahre gehörte das Rittergut Christianhof in der Gemarkung von Wüstewaltersdorf der Familie von Keyserlingk, dem Juristen Graf Robert von Keyserlingk, genannt von Keyserlingk-Cammerau. Seine Ehefrau Margarete Gräfin Keyserlingk, geb. Hirt, Enkeltochter des Verlegers Ferdinand Hirt, war ebenso Gutsbesitzerin, in Cammerau. Zum Gut Christianhof gehörte noch Forsthaus Neugericht, Gesamtgröße 112 ha, unter Leitung von Gutsdirektor Fritz Seidel, Dienstsitz Cammerau.
Während des Zweiten Weltkrieges gehörte ein Teil von Wüstewaltersdorf zum Komplex Riese, einem Außenlager des KZ Groß-Rosen, welches von der Organisation Todt eingerichtet wurde.
Seit November 1943 gab es in Wüstewaltersdorf ein Arbeitslager für etwa 1500 meist jüdische Häftlinge in einer stillgelegten Weberei (Websky, Hartmann und Wiesen AG). 1944 wurde das Lager wegen einer Typhusepidemie zunächst geräumt und zu einem Krankenhaus mit 600 Betten für die Organisation Todt umgewandelt.
Als Folge des Zweiten Weltkriegs fiel Wüstewaltersdorf 1945 mit dem größten Teil Schlesiens an Polen. Nachfolgend wurde es in Walim umbenannt. Die deutsche Bevölkerung wurde, soweit sie nicht vorher geflohen war, weitgehend vertrieben. Die neu angesiedelten Bewohner waren teilweise Zwangsumgesiedelte aus Ostpolen, das an die Sowjetunion gefallen war.
1975–1998 gehörte Walim zur Woiwodschaft Wałbrzych (deutsch Waldenburg). 1957 wurde es zur stadtartigen Siedlung erhoben.

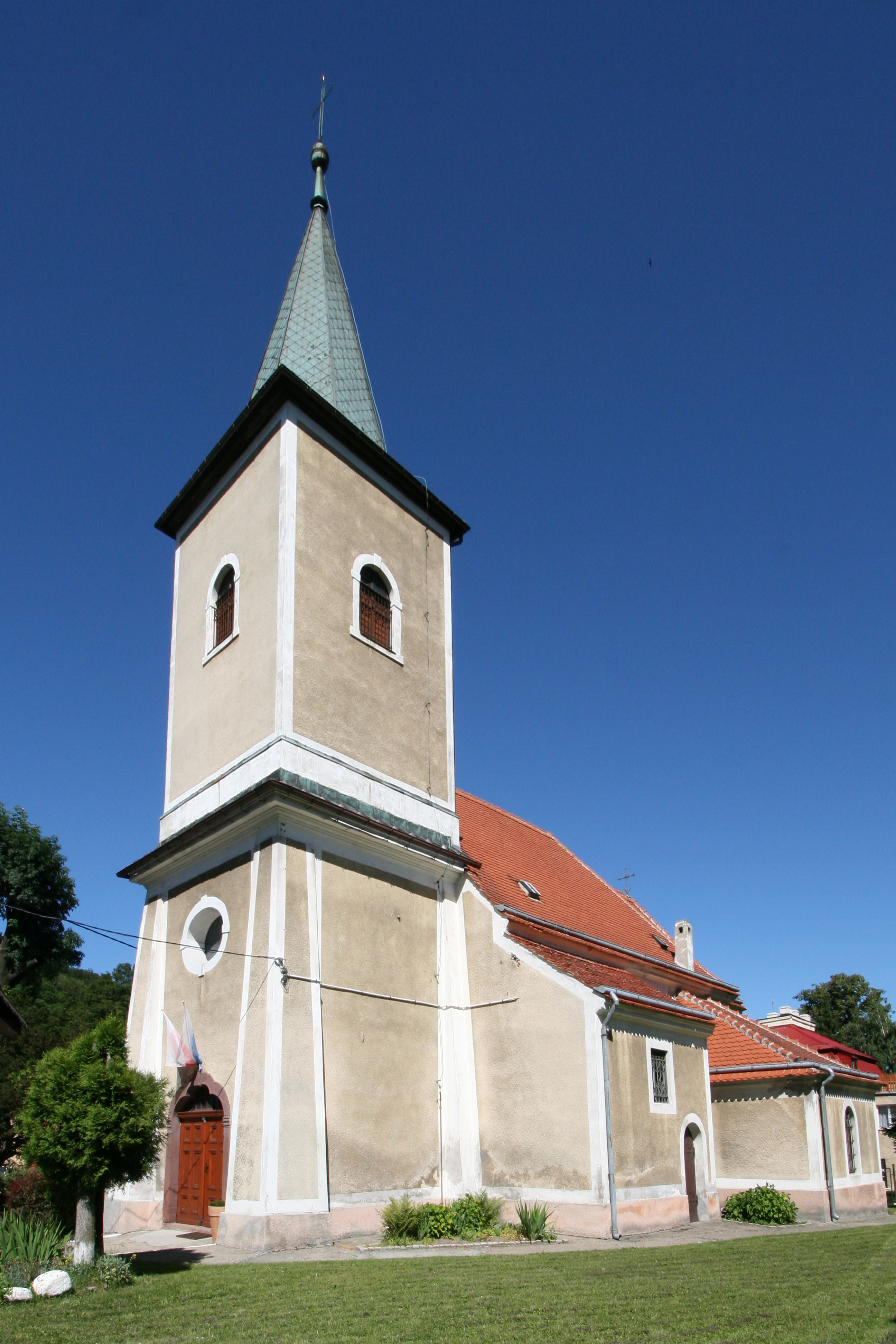
Barbarakirche
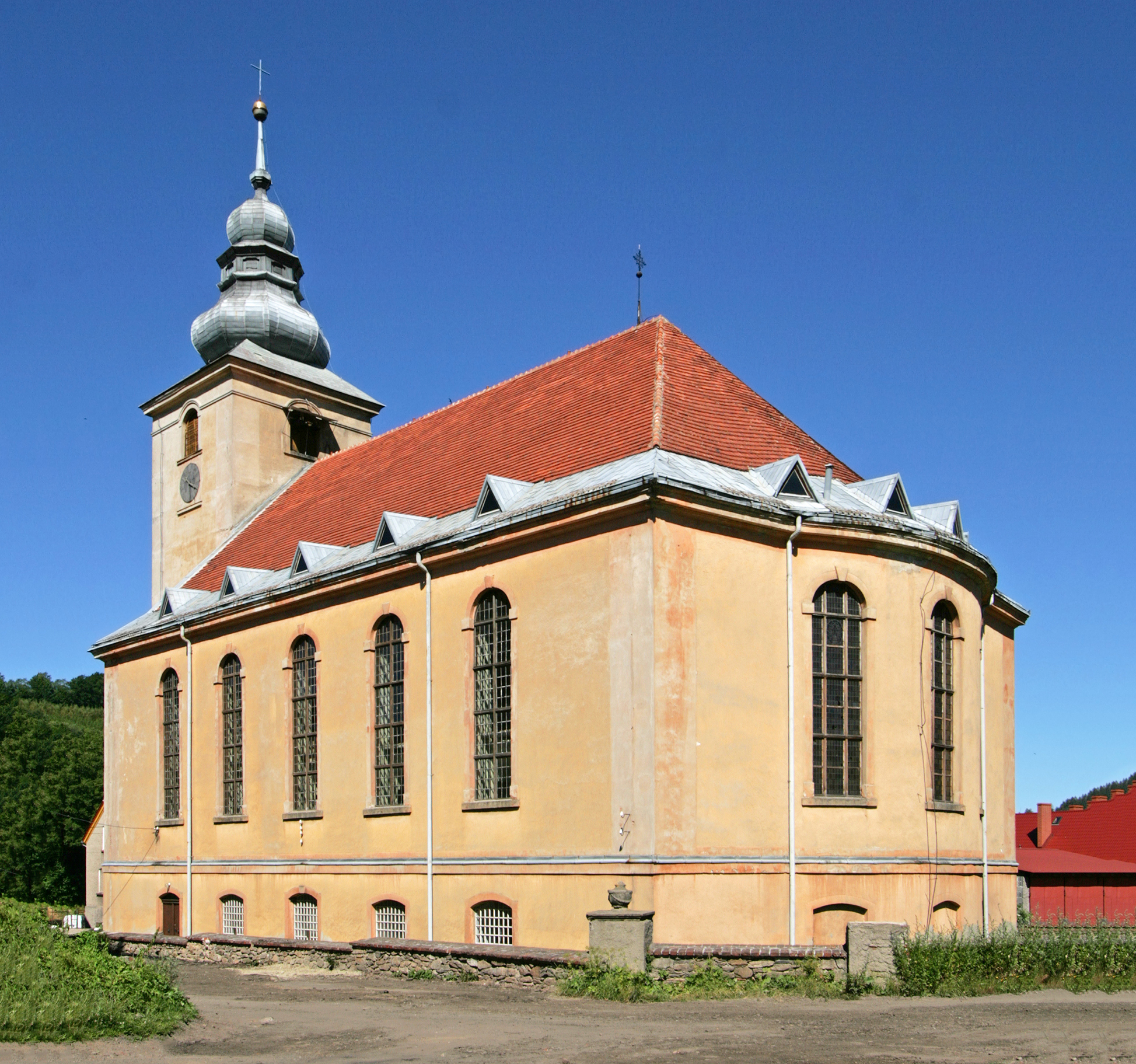
Hedwigskirche
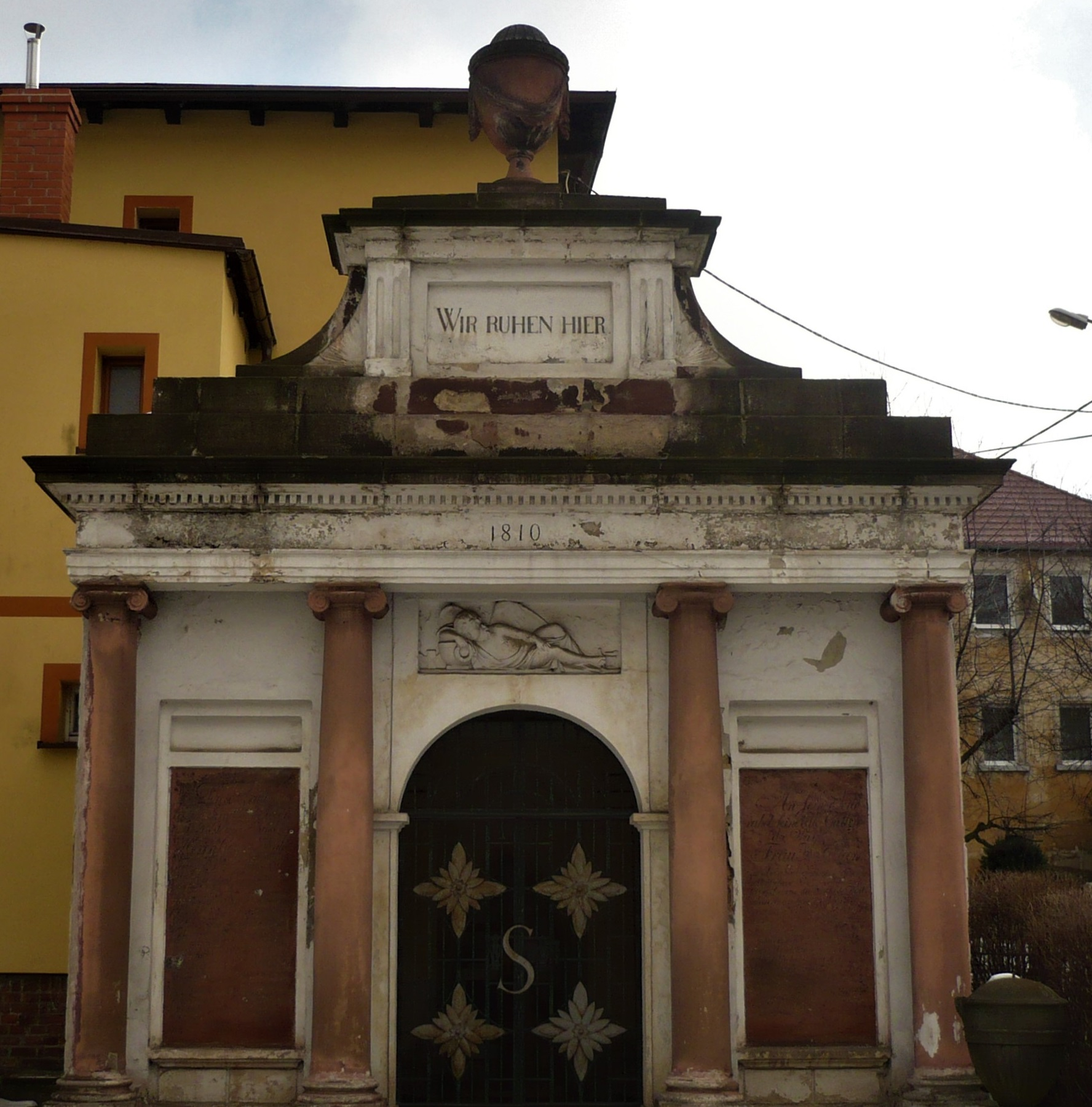
Grabkapelle der Familie von Zedlitz
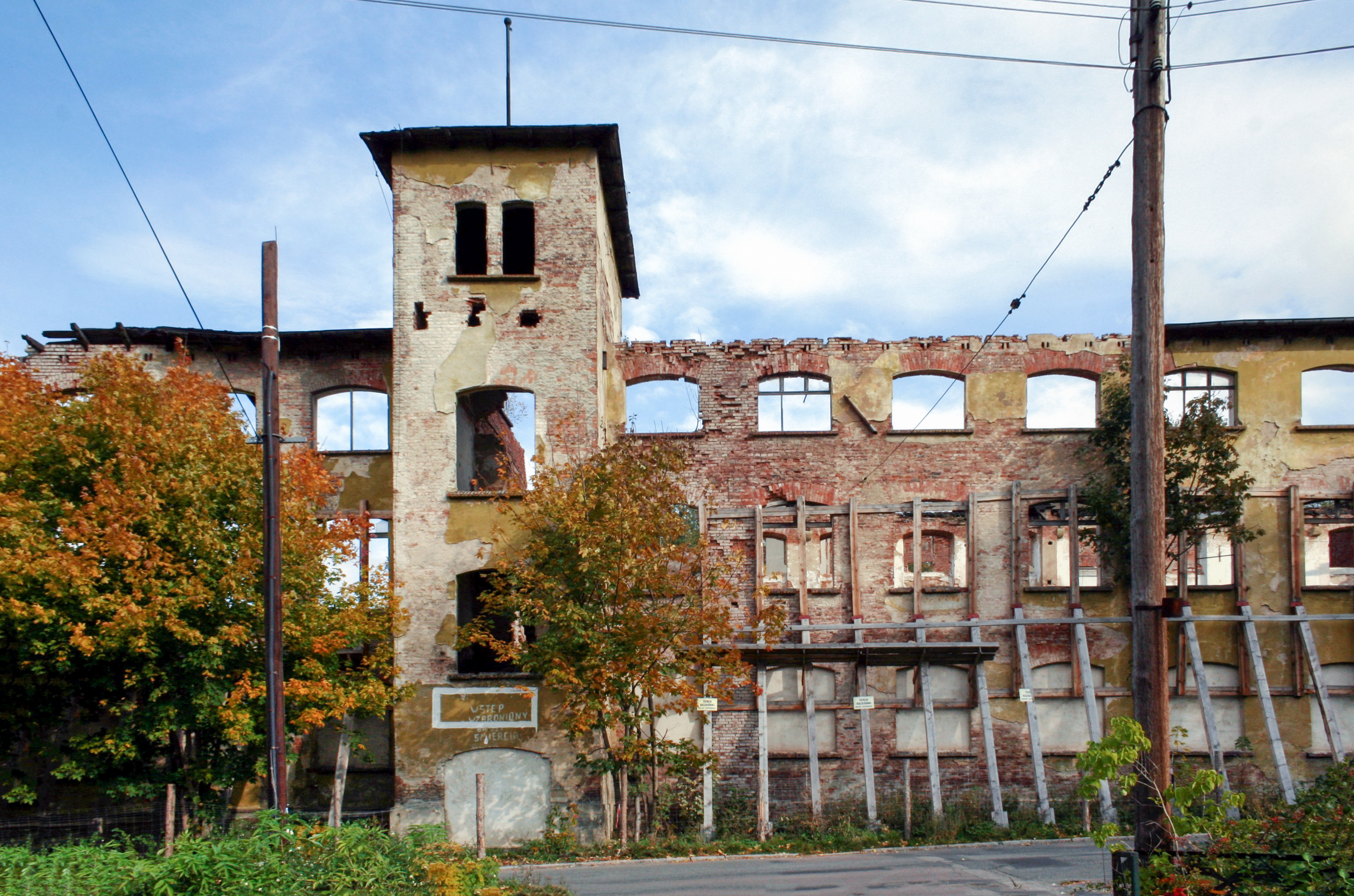
Ruine der alten Weberei
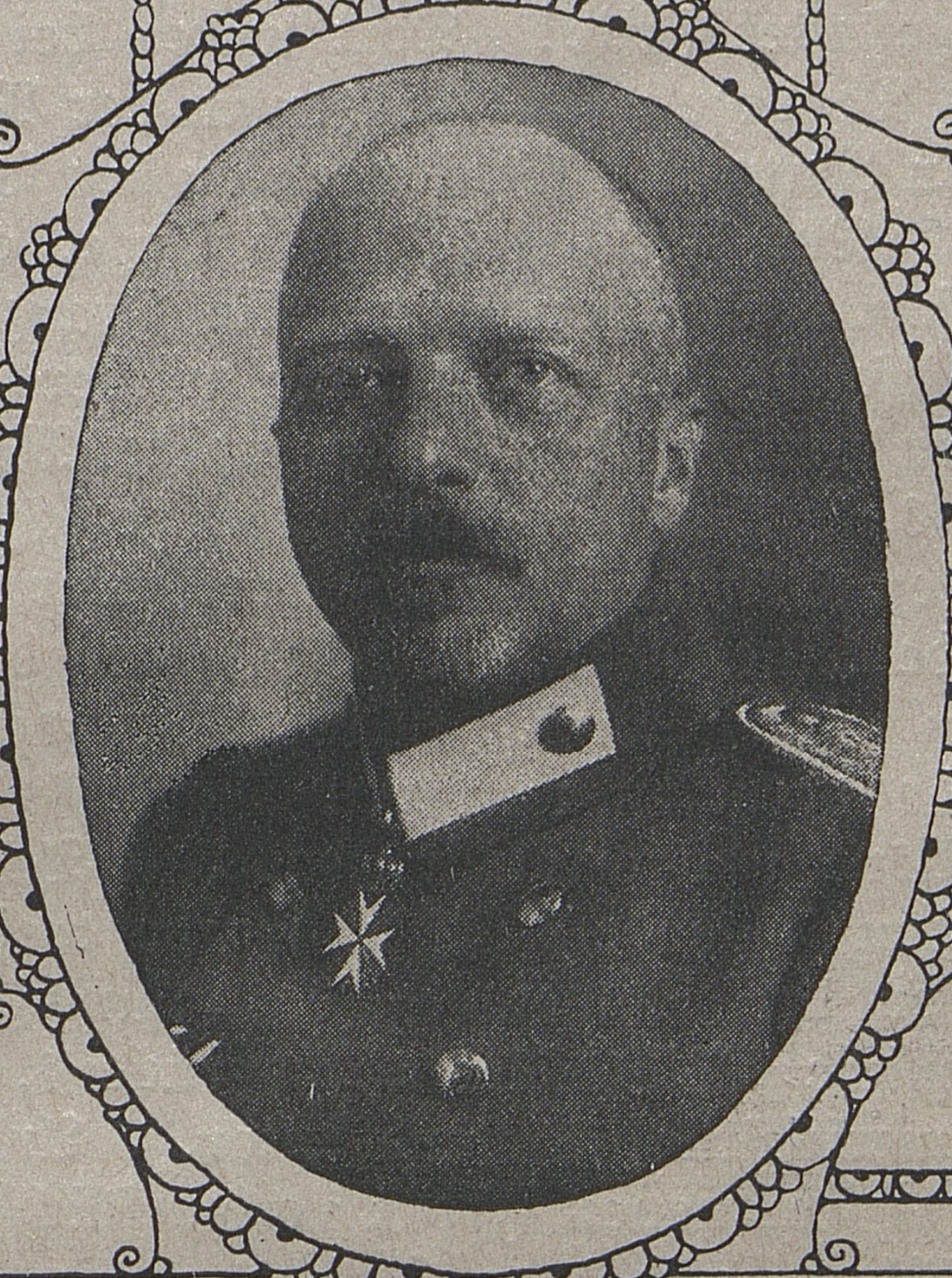
Gutsbesitzer General Robert von Keyserlingk-Cammerau (c. 1918)

## Gemeinde
Zur Landgemeinde Walim gehören das Dorf selbst und acht weitere Dörfer mit sechs Schulzenämtern.

## Sehenswürdigkeiten
- Die römisch-katholische Pfarrkirche St. Barbara (polnisch Kościół parafialny pw. św. Barbary) wurde während der Reformation 1548 als evangelische Kirche errichtet und ab 1654 als katholisches Gotteshaus genutzt. Der architektonische Hauptaltar stammt aus den 1780er Jahren. Die Figur der hl. Maria im Chor ist aus dem Ende des 18. Jahrhunderts, die Auferstehung Christi aus der Zeit um 1860.
- Die römisch-katholische Kirche St. Hedwig (Kościół św Jadwigi) wurde bis 1751 als evangelische Pfarrkirche errichtet. Nach der Zerstörung 1945 wurde die Kirche wieder aufgebaut. Der Altar, die Kanzel, das Gestühl und die Emporen stammen aus der Erbauungszeit der Kirche.
- Zahlreiche Bürgerhäuser aus dem 18./19. Jahrhundert
- Familiengruft der Familie von Zedlitz
- Stollensystem Projekt Riese: Südlich der Stadt befindet sich ein Eingang zu einem unterirdischen Stollen- und Hallensystem, das von 1943 bis 1945 vermutlich als ein Führerhauptquartier angelegt wurde.

## Söhne und Töchter des Ortes
- Joseph Seppelt (1813–1868), Gründer der ersten Weinkellerei Australiens
- Ernst Rode (1894–1955), Generalmajor
- Georg Rummler (1896–?), Unternehmer
- Konrad Weiß (1907–1979), Theologe
- Herbert Leupold (1908–1942), Skilangläufer
- Joachim Krüger (1910–?), Musikalienhändler und Antiquar.